# Francesco Schira
Francesco Schira (La Valletta, 21 agosto 1809 – Londra, 15 ottobre 1883) è stato un compositore e direttore d'orchestra italiano.

## Biografia
Nacque a Malta da genitori italiani, quarto figlio del tenore Michele Schira e della ballerina Giuseppa Radaelli Pontiggia, originari di Milano. Studiò al Conservatorio di Milano e in questa città debuttò con la sua prima opera, Elena e Malvina. In seguito si trasferì a Cagliari direttore della musica del Corpo reale di artiglieria e maestro di cappella. Fu poi assunto come maestro direttore, compositore e conduttore della musica dell'Opera di Lisbona, dove si sposò nel 1834. Nel 1839 si trasferì a Londra, dove acquisì fama grazie alle proprie composizioni; dal 1941 al 1842 si trasferì a Parigi, per tornare infine a Londra nel 1843, quando diresse la stagione esitva al Covent Garden e divenne direttore della musica e dell'orchestra del Princess's Theatre; l'anno successivo divenne direttore musicale del teatro Drury Lane della capitale, incarico che ricoprì fino al 1847. Vi fece ritorno nel 1851-1852, per poi dedicarsi quasi esclusivamente alla composizione e all'insegnamento del canto, di cui era ormai considerato uno dei più apprezzati insegnanti. Nel 1853-1854 era a Torino come maestro concertatore del Regio Teatro.
Compose le opere: Il fanatico per la musica, I cavalieri di Valenza, Theresa, Mina, Kenilworth, Niccolò de' Lapi, Selvaggia e Lia. Tutte le opere furono eseguite a Lisbona e Londra.